# Чилійці

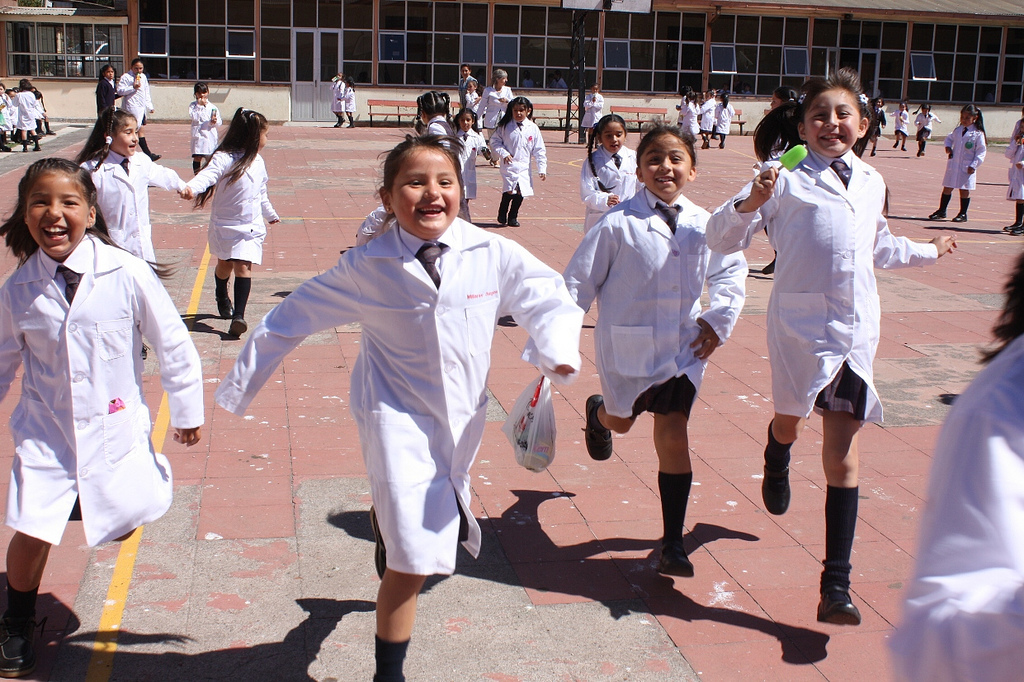
Чилійські студенти в Талькауано

Чилійці (ісп. Chilenos) — люди, що ідентифікують себе з країною Чилі. Цей зв'язок може бути правовим, історичним або культурним, і є спільно джерелом їх чилійської ідентичності. Чилі — це багатомовне та багатокультурне суспільство, де проживають люди різних етнічних груп і релігій. Тому багато чилійців не ототожнюють свою національність з етнічною приналежністю, але з громадянством і вірністю Чилі. Переважна більшість чилійців є продуктом різного ступеня домішки між європейськими етнічними групами (переважно іспанцями) з американськими народами, що жили на сучасній територій Чилі.
Незважаючи на те, що історична метизація європейців і американських індіанців є очевидним у всіх соціальних верствах чилійського населення, існує сильна кореляція між співвідношенням європейських і американських генетичних компонентів чилійців і їх соціально-економічною ситуацією Існує помітний континуум між нижніми соціальними класами високої складової американського походження та вищих класів переважно європейського походження. Корінне успадкування, як культурне, так і генетичне, є найбільш вираженим у сільській місцевості та в аспектах культури, таких як чилійська кухня і чилійська іспанська. Хоча іммігранти після незалежності не становили більше 2 % населення, зараз є сотні тисяч чилійців з німецьким, англійським, французьким, хорватським, італійським або палестинським походженням, хоча вони також були переважно з іншими групами всередині країни.
Хоча більшість чилійців проживають в Чилі, значні громади були створені в багатьох країнах, особливо в Аргентині, Сполучених Штатах, Австралії, Канаді та країнах Європейського Союзу. Незважаючи на невелику кількість, чилійський народ також становить значну частину постійного населення Антарктиди та Фолклендських островів.